# HD 40657
HD 40657 är en ensam stjärna i den mellersta  delen av stjärnbilden Orion. Den har en skenbar magnitud av ca 4,52 och är svagt synlig för blotta ögat där ljusföroreningar ej förekommer. Baserat på parallax enligt Gaia Data Release 2 på ca 11,3 mas, beräknas den befinna sig på ett avstånd på ca 289 ljusår (ca 89 parsek) från solen. Den rör sig bort från solen med en heliocentrisk radialhastighet på ca 26 km/s.
HD 40657 är en orange till gul jättestjärna av spektralklass K1.5 III-IIIb CN-1, där suffixnoten anger underskott av cyanoradikaler i dess spektrum och som har förbrukat förrådet av väte i dess kärna och utvecklats bort från huvudserien. Den har en massa som är ca 1,7 solmassor, en radie som är ca 25 solradier och har ca 196 gånger solens utstrålning av energi från dess fotosfär vid en effektiv temperatur av ca 4 300 K.
HD 40657  är en misstänkt variabel stjärna med skenbar magnitud varierande från 4,54 ned till 4,58.